# مارکیت کامینگز
مارکیت کامینگز (انگلیسی: Markeith Cummings؛ زادهٔ ۲۱ دسامبر ۱۹۸۸) بازیکن بسکتبال اهل ایالات متحده آمریکا است. او بسکتبال کالج را برای دانشگاه ایالتی کنساو بازی می‌کرد.